# Děda na útěku
Děda na útěku (v anglickém originále Gone Abie Gone) je 4. díl 24. řady (celkem 512.) amerického animovaného seriálu Simpsonovi. Scénář napsal Joel H. Cohen a díl režíroval Matthew Nastuk. V USA měl premiéru dne 11. listopadu 2012 na stanici Fox Broadcasting Company a v Česku byl poprvé vysílán 10. července 2013 na stanici Prima Cool.

## Děj
Homer dostane velké odškodné poté, co na něj pracovník rychlého občerstvení omylem hodí horké cibulové kroužky. Homer použije peníze jako fond na studia pro Lízu a plánuje je uložit do banky, ale Lenny a Carl ho varují, že banky už nejsou tak bezpečné jako dřív. 
Na základě tohoto varování raději vloží fond na internetovou pokerovou stránku, což Lízu vyděsí. Nakonec však Líza najde potěšení v tom, že svůj vysokoškolský fond sází ostatním občanům Springfieldu a s každou výhrou částku zvyšuje. Hazardní hry si na Líze brzy vyberou svou daň. Během jedné hry se neúnavně rozhodne vsadit všechny své peníze, ale je zdrcena, když jeden z ostatních hráčů, který se ukáže být Levákem Bobem, místo toho hru vyhraje, a vyhraje tak celý její vysokoškolský fond. Líza se smutkem přestane hrát. Poté k ní přistoupí Bart a přizná se, že vždy, když hraje online, používá podobu Leváka Boba. Pokerová stránka nicméně zjistila, že Bart a Líza jsou nezletilí, a nyní mají zpět původních 5 000 dolarů. Na otázku, proč to udělal, Bart přizná, že Lízu vlastně miluje a bylo mu jí líto, a pak po ní požaduje, aby o této výměně nikomu neříkala. 
Mezitím Homer a Marge přijíždějí do Springfieldského domova důchodců, aby navštívili dědečka. Tam jim personál oznámí, že dědeček je již nějakou dobu nezvěstný. Při pátrání po stopách v jeho pokoji najdou fotografii restaurace Spiro's, kde, jak se ukáže, děda v minulosti pracoval. Homer je tím zmaten, protože si na restauraci nepamatuje. S Marge jde ke Spirovi a promluví si s vedoucím, který je nasměruje k Ritě LaFleurové, zpěvačce, jež pracovala po dědově boku. Homer a Marge jdou za Ritou, která jim řekne, že byla za dědu provdaná a že to Homer věděl i v dětství. Jejich vztah však skončil, když se Homer těžce zranil při autonehodě a Abe zůstal, aby se o něj staral, místo aby Ritu doprovodil do Evropy na hudební turné, které spolu plánovali. Homer, šokovaný tímto zjištěním, pocítí ke svému otci novou úctu kvůli obětem, které kvůli němu přinesl. Spolu s Marge se pak vydají do vinařství, kam dědeček často chodil, a najdou ho tam pracovat. Děda se odmítá vrátit do domova důchodců, ale změní názor, když mu Homer slíbí, že ho rodina bude častěji navštěvovat. Rita nečekaně navštíví dědečka tím, že mu zahraje na klavír jeho starou píseň a on se k ní přidá.

## Přijetí

### Hodnocení
Simpsonovi získali v demografické skupině diváků ve věku 18–49 let rating 3,2 oproti 2,6 v předchozím týdnu. Celkem je sledovalo 6,86 milionu diváků. Stali se tak nejsledovanějším pořadem večera na stanici Fox a nejsledovanějším v demografické skupině 18–49. Epizoda byla reprízována 23. a 30. prosince a sledovalo ji celkem 5,54 milionu, resp. 6,69 milionu diváků a v obou večerech zvítězila v bloku Animation Domination.

### Kritika
Robert David Sullivan z The A.V. Clubu udělil epizodě známku C+, přičemž komentoval podzápletku Homer–Abe jako „další tenký příběh s malou satirickou jiskrou, a dokonce se ani moc nedočkáme dědy Simpsona v mrzutém stařeckém šílenství“ a podzápletku s Lízou jako „obzvláště nepodstatnou“.